# Howard T. Odum
Howard Thomas Odum (también conocido como Tom o simplemente H. T.) (1 de septiembre de 1924 – 11 de septiembre de 2002) fue un ecólogo estadounidense. Es conocido por su trabajo pionero en la ecología de los ecosistemas, y por sus provocadoras propuestas adicionales de las leyes de la termodinámica, derivadas de su trabajo en la teoría general de sistemas.

## Biografía
Odum fue el tercer hijo de Howard W. Odum, un sociólogo estadounidense, y su esposa Anna Louise (Kranz) Odum (1888-1965). Era el hermano menor de Eugene Odum. Su padre "alentó a sus hijos a estudiar ciencias y desarrollar nuevas técnicas para contribuir al progreso social. Howard aprendió sus primeras lecciones científicas sobre aves de su hermano, sobre peces y filosofía de la biología mientras trabajaba después de la escuela para el zoólogo marino Robert Coker, y sobre los circuitos eléctricos en The Boy Electrician de Alfred Powell Morgan.
Howard Thomas estudió biología en la Universidad de Carolina del Norte en Chapel Hill, donde publicó su primer artículo cuando todavía era estudiante. Su educación fue interrumpida durante tres años por su servicio de la Segunda Guerra Mundial con la Fuerza Aérea del Ejército en Puerto Rico y la Zona del Canal de Panamá donde trabajó como meteorólogo tropical. Después de la guerra, regresó a la Universidad de Carolina del Norte y completó su B.S. en zoología (Phi Beta Kappa) en 1947.
En 1947, Odum se casó con Virginia Wood; tuvieron dos hijos juntos. Después de su muerte en 1973, se casó con Elizabeth C. Odum en 1974.
En 1950, Howard obtuvo su Ph.D. en zoología en la Universidad de Yale, bajo la guía de G. Evelyn Hutchinson. Su tesis se tituló La biogeoquímica del estroncio: con discusión sobre la integración ecológica de los elementos. Este paso lo alejó de su temprano interés en la ornitología y lo llevó al emergente campo de la ecología de sistemas. Realizó un "análisis meteorológico" de la circulación global del estroncio, y anticipó a fines de la década de 1940 la visión de la tierra como un gran ecosistema".
Mientras estaba en Yale, Howard comenzó sus colaboraciones de toda la vida con su hermano Eugene. En 1953, publicaron el primer libro de texto en inglés sobre ecología de sistemas, Fundamentals of Ecology. Howard escribió el capítulo sobre energía, que introdujo su lenguaje de circuitos de energía. Continuaron colaborando en investigación y escritura por el resto de sus vidas. Para Howard, su lenguaje de sistemas de energía (que él llamó "energese") era en sí mismo una herramienta de colaboración.

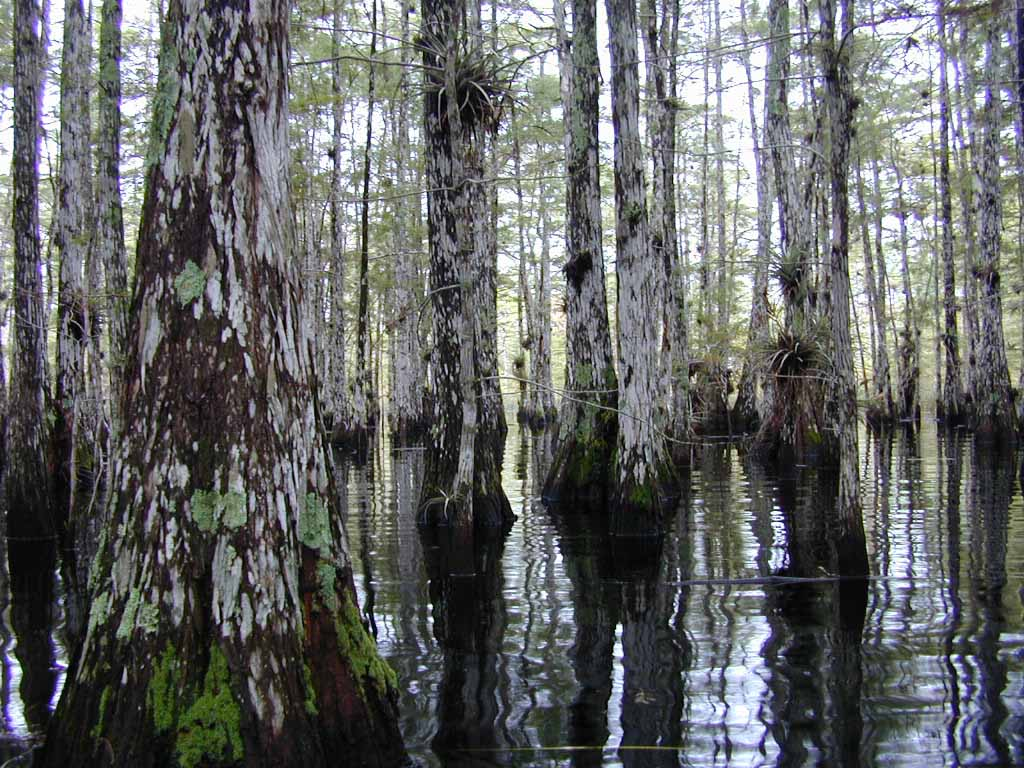
Cipreses de Florida en la reserva Nacional Big Cypress

De 1956 a 1963, Odum trabajó como Director del Instituto Marino de la Universidad de Texas. Durante este tiempo, se dio cuenta de la interacción de las fuerzas ecológicas-energéticas y económicas. Enseñó en la Universidad de Carolina del Norte en Chapel Hill, donde estuvo en el Departamento de Zoología, y fue uno de los profesores en el nuevo Currículo de Ciencias del Mar hasta 1970.
Ese año se mudó a la Universidad de Florida, donde enseñó en el Departamento de Ciencias de Ingeniería Ambiental, fundó y dirigió el Centro de Política Ambiental y fundó el Centro de Humedales de la Universidad en 1973. Fue el primer centro de este tipo en el mundo eso todavía está en operación hoy. Odum continuó este trabajo durante 26 años hasta su retiro en 1996.
En las décadas de 1960 y 1970, Odum también fue presidente del comité de planificación del Bioma Tropical del Programa Biológico Internacional. Fue apoyado por grandes contratos con la Comisión de Energía Atómica de los Estados Unidos, lo que resultó en la participación de casi 100 científicos, que realizaron estudios de radiación de un bosque tropical.
Su proyecto destacado en la Universidad de Florida en la década de 1970 fue el reciclaje de aguas residuales tratadas en los pantanos de cipreses. Este fue uno de los primeros proyectos en explorar el enfoque ampliamente difundido de utilizar los humedales como ecosistemas de mejora de la calidad del agua. Esta es una de sus contribuciones más importantes a los comienzos del campo de la ingeniería ecológica.
La Sociedad Ecológica otorgó a Odum su Premio Mercer para reconocer sus contribuciones al estudio del arrecife de coral en Eniwetok Atoll. Odum también recibió el Prix de Vie francés. En 1987 recibió, junto a su hermano Eugene, el premio Crafoord de biociencias de la Real Academia Sueca de Ciencias, considerado el Nobel de la biociencia, que originalmente no fue instaurado por el propio Nobel, «por sus contribuciones pioneras en el campo de la ecología de los ecosistemas». Charles A S Hall ha descrito a Odum como uno de los pensadores más innovadores e importantes de nuestro tiempo. Ha notado que Howard Odum, ya sea solo o con su hermano Eugene, recibió esencialmente todos los premios internacionales otorgados a los ecologistas. El único instituto de educación superior en otorgar títulos honorarios a ambos hermanos Odum fue The Ohio State University, que honró a H.T. en 1995 y Gene en 1999.
Las contribuciones de Odum a este campo han sido reconocidas por la Sociedad de Marte. Llamaron a su estación experimental el "invernadero H.T. Odum", por sugerencia de su antiguo alumno Patrick Kangas. Kangas y su alumno, David Blersch, hicieron una gran contribución al diseño del sistema de reciclaje de aguas residuales en la estación. Los alumnos de Odum han promovido su trabajo en instituciones de todo el mundo, especialmente Mark Brown en la Universidad de Florida, David Tilley y Patrick Kangas en la Universidad de Maryland, Daniel Campbell en la Agencia de Protección Ambiental de los Estados Unidos, Enrique Ortega en la UNICAMP en Brasil, y Sergio Ulgiati en la Universidad de Siena. El trabajo realizado en estas instituciones continúa evolucionando y propagando el concepto de emergía de Odum. Sus antiguos alumnos Bill Mitsch Universidad Estatal de Ohio, Robert Costanza Universidad Estatal de Portland y Scott W. Nixon Universidad de Rhode Island se encuentran entre un grupo de antiguos alumnos que han sido reconocidos internacionalmente por sus contribuciones a la ingeniería ecológica, economía ecológica, ciencia de los ecosistemas, ecología de los humedales, ecología de estuarios, modelado ecológico y campos relacionados.
En sus últimos años, Odum fue profesor Emérito de Investigación de Posgrado y Director del Centro para la Política Ambiental. Era también un ávido ornitólogo, tanto en su vida profesional como personal.

## Obra: visión general
Odum dejó un gran legado en muchos campos asociados con la ecología, los sistemas y la energía. Estudió ecosistemas en todo el mundo y fue pionero en el estudio de varias áreas, algunas de las cuales son ahora campos de investigación separados. Según Hall (1995, p.ix), Odum publicó uno de los primeros artículos importantes en cada una de las siguientes áreas:
- Modelado ecológico (Odum 1960a)
- Ingeniería ecológica (Odum et al. 1963)
- Economía ecológica (Odum 1971)
- Ecología de estuarios (Odum y Hoskins 1958)
- Ecosistemas tropicales (Odum y Pidgeon 1970)
- Teoría General de Sistemas

Sus contribuciones de estas y otras áreas se resumen a continuación.
Odum escribió también sobre la ecología de la radiación, de ecología de sistemas, de la ciencia unificada, y el microcosmos. Fue uno de los primeros en discutir el uso de los ecosistemas para la vida como función de apoyo en los viajes espaciales. Algunos han sugerido que la orientación de Odum era tecnocrática, mientras que otros creen que se puso del lado de los que piden "nuevos valores".

## Modelado ecológico

### Un nuevo enfoque integrador en ecología
En su tesis doctoral, H.T.Odum dio una nueva definición de ecología como el estudio de grandes entidades (ecosistemas) en el "nivel natural de integración". Por lo tanto, en el papel tradicional de un ecologista, uno de los objetivos doctorales de Odum era reconocer y clasificar grandes entidades cíclicas (ecosistemas). Sin embargo, otro de sus objetivos era hacer generalizaciones predictivas sobre los ecosistemas, como el mundo entero, por ejemplo. Para Odum, como una entidad grande, el mundo constituye un ciclo circular con alta estabilidad. Era la presencia de estabilidad lo que, creía Odum, le permitía hablar sobre la teleología de tales sistemas. Además, en el momento de escribir su tesis, Odum sentía que el principio de la selección natural era más que empírico, porque tenía un componente teleológico, que es una "estabilidad en el tiempo". Y como ecologista interesado en el comportamiento y la función de grandes entidades a lo largo del tiempo, Odum buscó dar una declaración más general de selección natural para que fuera igualmente aplicable a entidades grandes como lo era a entidades pequeñas tradicionalmente estudiadas en biología.
Por lo tanto, Odum también tenía el objetivo de ampliar el alcance y la generalidad de la selección natural, para incluir entidades grandes como el mundo. Esta extensión se basó en la definición de una entidad como una combinación de propiedades que tienen cierta estabilidad con el tiempo. El enfoque de Odum fue motivado por la idea de Lotka sobre la evolución energética.

### Simulación ecosistemas
Al escribir una historia del concepto de ecosistema, Golley notó que Odum tendía a pensar en forma de analogías, y daba el ejemplo, "si el mundo es un motor de calor, entonces ..." En este sentido, Odum puede ser entendido como extendiendo las analogías dinámicas que establecen las analogías entre sistemas eléctricos, mecánicos, acústicos, magnéticos y electrónicos, para incluir los sistemas ecológicos.
Odum usó un sistema análogo a las redes de energía eléctrica para modelar las rutas de flujo de energía de los ecosistemas. Los modelos eléctricos analógicos de Odum tuvieron un papel significativo en el desarrollo de su enfoque de los sistemas y han sido reconocidos como uno de los primeros ejemplos de ecología de sistemas. El flujo de electrones en la red eléctrica representaba el flujo de material (por ejemplo, carbono) en el ecosistema, la carga en un condensador era análoga al almacenamiento de un material.

### Analogía ecológica de la Ley de Ohm

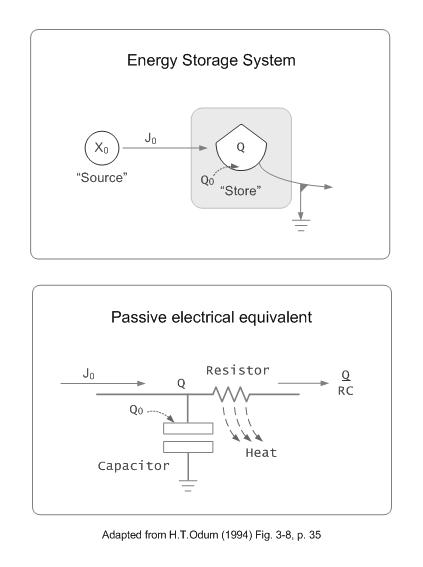
Equivalente eléctrico en el lenguaje de la Energía de Sistemas con el icono de almacenamiento

En la década de 1950, Odum introdujo sus diagramas de circuitos eléctricos de los ecosistemas en la Sociedad Ecológica de América. Afirmó que la energía era impulsada a través de sistemas ecológicos por una "ecofuerza" análoga a la función del voltaje en los circuitos eléctricos.
Odum desarrolló un análogo de la Ley de Ohm que pretendía ser una representación de los flujos de energía a través de los ecosistemas. En términos de termodinámica de estado estable, la Ley de Ohm puede considerarse un caso especial de una ley de flujo más general, donde el flujo (J) "es proporcional a la fuerza termodinámica de conducción (X) con conductividad (C). Es decir: J = CX.
Kangas afirma que Odum también concluyó que, como sistemas termodinámicos, los ecosistemas también deberían obedecer la ley de flujo de fuerza. Por lo tanto, la ley de Ohm y los circuitos analógicos eléctricos pasivos se pueden usar para simular ecosistemas. En esta simulación, Odum intentó derivar un análogo ecológico para el voltaje eléctrico. El voltaje o fuerza motriz se relaciona con algo que hemos medido durante años, la biomasa, en kilos por área. El concepto análogo requerido es la actividad de la biomasa, es decir, el empuje termodinámico, que puede ser lineal. Exactamente lo que esto significa en la naturaleza todavía es incierto, ya que es un concepto nuevo.
Tal consideración llevó a Odum a hacer dos preguntas metodológicas importantes: 1) ¿Cuál es el significado eléctrico de una función observada en la naturaleza? y 2) Dada una unidad eléctrica en un circuito, ¿qué hay en el sistema ecológico? Por ejemplo, ¿qué es un diodo en la naturaleza? Se necesita un diodo para permitir que la biomasa se acumule después de que se haya reducido el voltaje del sol. De lo contrario, el circuito se invierte. Los organismos superiores como los peces son diodos.

### El Estudio de Silver Springs

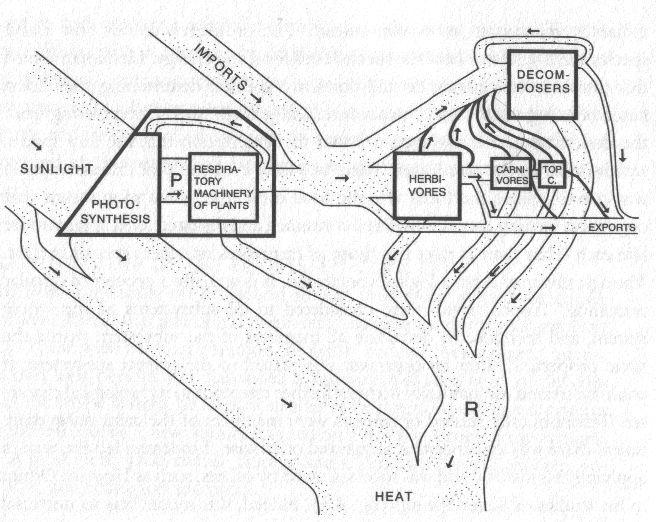
Diagrama de energía: la materia y la energía fluyen a través de un ecosistema, una adaptación del modelo de Silver Springs. H son herbívoros, C son carnívoros, TC son carnívoros superiores, y D son los descomponedores. Los cuadros representan conjuntos bióticos y los óvalos son los flujos o de energía o de nutrientes del sistema.

Silver Springs es un tipo común de corriente alimentada por un manantial en Florida, con una temperatura y composición química constantes. El estudio de Howard Odum realizado aquí fue el primer análisis completo de un ecosistema natural.
Odum comenzó con un modelo general y en sus primeros trabajos utilizó una metodología de diagramación muy similar a los diagramas de Sankey utilizados en la ingeniería de procesos químicos. En este modelo, la energía y la materia fluyen a través de un ecosistema: H son herbívoros, C son carnívoros, TC son los carnívoros superiores y D son descomponedores. Los cuadrados representan conjuntos bióticos y los óvalos son flujos o energía o nutrientes del sistema.
Partiendo de ese modelo general, Odum "mapeó en detalle todas las rutas de flujo hacia y desde la corriente. Midió la entrada de energía del sol y la lluvia, y de toda materia orgánica, incluso la del pan que los turistas arrojaban a los patos y los peces". y luego midió la energía que gradualmente dejaba el manantial. De esta forma pudo establecer el contenido de energía de la corriente".

## Energía
Artículo principal: Energía

### Energía ecológica y biológica
Alrededor de 1955, Odum dirigió estudios sobre radioecología que incluyeron los efectos de la radiación en la selva tropical de El Verde, Puerto Rico (Odum y Pidgeon) y los arrecifes de coral y la ecología oceánica en el atolón de Eniwetok. La Comisión de Energía Atómica se dirigió a los hermanos Odum para llevar a cabo un estudio detallado del atolón después de las pruebas nucleares. Aparentemente, el atolón era lo suficientemente radiactivo para que a su llegada los Odum lograran producir una imagen autorradiográfica de una cabeza de coral colocándola en papel fotográfico. Estos estudios fueron aplicaciones tempranas de conceptos de energía a sistemas ecológicos. Estaban explorando las implicaciones de las leyes de la termodinámica cuando se usaban en estos nuevos entornos.
Desde este punto de vista, los ciclos biogeoquímicos son impulsados por la energía radiante. Odum expresó el equilibrio entre la entrada y salida de energía como la relación entre producción (P) y respiración (R): P-R. Clasificó los cuerpos de agua en función de sus relaciones de PR: "sus mediciones del metabolismo del flujo de agua eran mediciones de sistemas completos. Odum estaba midiendo la comunidad como un sistema, no sumando el metabolismo de los componentes como Lindeman y muchos otros lo habían hecho ". Este razonamiento parece haber seguido al del supervisor de doctorado de Odum, G.E.Hutchinson, quien expresó la opinión de que si una comunidad fuera un organismo, entonces debe tener una forma de metabolismo. Sin embargo, Golley señala que H.T.Odum intentó ir más allá del informe de meras proporciones, un movimiento que resultó en el primer desacuerdo sobre en sistemas energéticos.

### La teoría del poder máximo y la propuesta de leyes adicionales de la termodinámica
En un movimiento controvertido, Odum, junto con Richard Pinkerton (en ese momento físico de la Universidad de Florida), fue motivado por los artículos de Alfred J. Lotka sobre la energética de la evolución, y posteriormente propuso la teoría de que los sistemas naturales tienden a operar con una eficiencia que produce la máxima potencia de salida, no la máxima eficiencia. Esta teoría a su vez motivó a Odum a proponer el poder máximo como una ley termodinámica fundamental. Además de esto, Odum también propuso dos leyes termodinámicas adicionales, pero está lejos de haber consenso en la comunidad científica sobre estas propuestas, y muchos científicos nunca han oído hablar de H.T. Odum o sus puntos de vista.

### Energese: Lenguaje de sistemas de energía
A finales de la década de 1960, los modelos de simulación ecológica del circuito electrónico de Odum fueron reemplazados por un conjunto más general de símbolos de energía. Cuando se combinaron para formar diagramas de sistemas, Odum y otros consideraron que estos símbolos eran el lenguaje macroscópico que podría describir patrones generalizados de flujo de energía: "Describir dichos patrones y reducir las complejidades del ecosistema a los flujos de energía, creía Odum, permitiría el descubrimiento de los principios generales de los ecosistemas". Algunos han intentado vincularlo con los proyectos de lenguaje científico universal que han aparecido a lo largo de la historia de la filosofía natural.

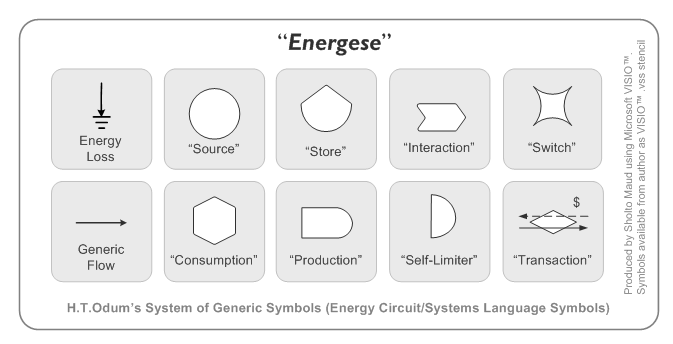
Lenguaje de Sistemas de Energía de los sistemas de ecología desarrollado por Howard Odum y otros, 1971.

Kitching afirmó que el lenguaje era el resultado directo del trabajo con computadoras analógicas, y reflejaba el enfoque de un ingeniero eléctrico al problema de la representación del sistema: "Debido a su analogía eléctrica, el sistema Odum es relativamente fácil de convertir en ecuaciones matemáticas ... Si uno está construyendo un modelo de flujo de energía, entonces ciertamente el sistema Odum debería ser considerado seriamente ..."
Debido al enfoque en el pensamiento sistémico, el lenguaje de Odum parece ser similar en su enfoque al lenguaje de modelado de sistemas desarrollado recientemente por INCOSE, un organismo internacional de ingeniería de sistemas.

### Calidad energética
Al tomar una visión basada en la organización jerárquica de la energía, Odum también desarrolló aún más la comprensión ecológica de la calidad de la energía de los sistemas.

### Emergía
Artículo principal: Emergía
En la década de 1990 en la última parte de su carrera H.T. Odum junto con David M. Scienceman desarrollaron las ideas de la emergía, como un uso específico del término energía incorporada. Algunos consideran el concepto de "emergía", a veces brevemente definido como "memoria de energía", como una de las contribuciones más significativas de Odum. Sin embargo, el concepto no está libre de controversia ni de sus críticos. Odum consideró los sistemas naturales como formados por el uso de varias formas de energía en el pasado: "emergía es una medida de energía utilizada en el pasado y, por lo tanto, es diferente de una medida del uso de la energía ahora. La unidad de emergía es el emjoule, a diferencia de los joules utilizados para la energía disponible que queda ahora". Esto fue concebido entonces como un principio de máximo poder que podría explicar la evolución de los sistemas abiertos autoorganizados. Sin embargo, este principio solo se ha demostrado en algunos experimentos y no es ampliamente reconocido en la comunidad científica.

## Publicaciones
H.T. Odum escribió unos 15 libros y 300 documentos, y se publicó un volumen de Festschrift (Maximum Power: The Ideas and Applications of H.T.Odum en 1995) en honor a su trabajo.
Odum también fue honrado por la revista Ecological Engineering por sus contribuciones al campo de la ingeniería ecológica y la ecología en general en reconocimiento a su 70.º cumpleaños. Esta publicación incluyó más de 25 cartas de distinguidos científicos de todo el mundo, incluyendo Bill Mitsch (editorial principal), John Allen, Robert Ulanowitcz, Robert Beyers, Ariel Lugo, Marth Gilliland, Sandra Brown, Ramón Margalef, Paul Risser, Gene Odum, Kathy. Ewel, Kenneth Watt, Pat Kangas, Sven Jørgensen, Bob Knight, Rusong Wang, John Teal, Frank Golley, AnnMari y Bengt-Owe Jansson, Joan Browder, Carl Folke, Richard Wiegert, Scott Nixon, Gene Turner, John Todd y James Zuchetto.

### Libros
- 2007, Environment, Power and Society for the Twenty-First Century: The Hierarchy of Energy, with Mark T. Brown, Columbia University Press.
- 2001, A Prosperous Way Down: Principles and Policies, with Elisabeth C. Odum, University Press of Colorado.
- 2000, with E.C. Odum, Modeling for all Scales: An introduction to System Simulation, Academic Press.
- 1999, Heavy Metals in the Environment: Using Wetlands for Their Removal.
- 1999, Biosphere 2 : Research, Past and Present, with Bruno D. V. Marino.
- 1996, Environmental Accounting: EMERGY and environmental decision making.
- 1993, Ecological Microcosms, with Robert J. Beyers.
- 1984, Cypress Swamps with Katherine C. Ewel.
- 1983, Systems Ecology : an Introduction.
- 1981, Energy Basis for Man and Nature, with Elisabeth C. Odum.
- 1970, with Robert F. Pigeon (eds), A Tropical Rain Forest; a Study of Irradiation and Ecology at El Verde, Puerto Rico, United States Atomic Energy Commission, National Technical information service.
- 1971, Environment, Power and Society, 1971
- 1967, (ed.)  Work Circuits and System Stress, in Young, Symposium on Primary Productivity and Mineral Cycling, University of Maine Press.
- 1953, 'Fundamentals of Ecology, with Eugene P. Odum, (first edition).

### Artículos (selección)
- 1998, eMergy Evaluation, paper presented at the International Workshop on Advances in Energy Studies: Energy flows in ecology and economy, Porto Venere, Italy, May 27.
- 1997, EMERGY Evaluation and Transformity, in Kreith ed. CRC Handbook of Mechanical Engineering.
- 1992, Environmental Generalist, in Acta Cientifica.
- 1991, Emergy and Biogeochemical Cycles, in Rossi & Tiezzi ed  Physical Chemistry.
- 1989, Emergy and Evolution, In 33rd Annual Meeting of the International Society for the Systems Sciences, UK.
- 1989, Comments and thanks to Students and Associates, Handout on the Occasion of the Celebration in Chapel Hill, N.C, in: "Advances in Understanding Ecological Systems", August 31-September 2.
- 1984, Embodied Energy and the Welfare of Nations, Jansson ed, Integration o Economy and Ecology.
- 1977, The ecosystem, energy, and human values, in: Zygon, Volume 12 Issue 2 Page 109-133.
- 1975, Energy Quality and Carrying Capacity of the Earth, response at prize awarding ceremony of Institute La Vie, Paris.
- 1973, Energy, ecology and economics, Royal Swedish Academy of Science. in: AMBIO, 2 (6), 220-227.
- 1963, with W.L. Slier, R.J. Beyers & N. Armstrong, Experiments with engineering of marine ecosystems, in: Publ. Inst. Marine Sci. Univ. Tex. 9:374-403.
- 1963, Limits of remote ecosystems containing man, in: The American Biology Teacher. 25 (6): 429-443.
- 1960a, Ecological potential and analog circuits for the ecosystem, in: Amer. Sci. 48:1-8.
- 1960b, Ten classroom sessions in ecology in: The American Biology Teacher. 22 (2): 71-78.
- 1958, with C.M. Hoskin, Comparative studies of the metabolism of Texas bays, in: Publ. Inst. March Sci., Univ. tex., 5:16-46.
- 1955, with E.P. Odum, Trophic structure and productivity of a winward coral reef community on Eniwetok Atoll, in: Ecological Monographs. 35, 291-320.
- 1950, The Biogeochemistry of Strontium: With Discussion on the Ecological Integration of Elements, A Dissertation presented to the Faculty of the Graduate School of Yale University in Candidacy for the Degree of Doctor of Philosophy.